# Харцунген
Харцунген (њем. Harzungen) општина је у њемачкој савезној држави Тирингија. Једно је од 32 општинска средишта округа Нордхаузен. Према процјени из 2010. у општини је живјело 215 становника. Посједује регионалну шифру (AGS) 16062016.

## Географски и демографски подаци
Харцунген се налази у савезној држави Тирингија у округу Нордхаузен. Општина се налази на надморској висини од 224 метра. Површина општине износи 3,9 km². У самом мјесту је, према процјени из 2010. године, живјело 215 становника. Просјечна густина становништва износи 56 становника/km².

## Међународна сарадња
| Мјесто  | Држава    | Врста сарадње | Од    |
| ------- | --------- | ------------- | ----- |
| Монстер | Холандија | партнерство   | 1992. |
| Извор   |           |               |       |